# عضلة راحية طويلة
في علم تشريح الإنسان العضلة الراحية الطويلة (بالإنجليزية: Palmaris longus muscle)، أحد عضلات الطرف العلوي، تعتبر من العضلات التي لاتوجد في كل الناس وهذا شيء طبيعي راجع العضلات الغائبة, للمس هذه العضلة ومشاهدتها ضم اصبعي الإبهام مع الخنصر وسوف يضهر وتر العضلة، هذه العضلة تمتد من
عظمة الكوع (Medial epicondile of humers) إلى عظام الرسغ (palmar aponeurosis)
فائدة هذه العضلة انها تساعد في ثني مفصل الكوع وأيضا في ثني مفصل اليد، تغذى هذه العضلة من العصب المتوسط (Median Nerve).

## استخدامها السريري الحالي
وتستخدم حاليًا في التطعيم الجراحي الوتري عند ضرورة ذلك، بحيث تكون المنفعة المترتبة أكبر من الضرر الحاصل.

## علاقتها بالتطور
اشتهرت هذه العضلة كثيرًا عند غير المتخصصين بسبب استخدامها سابقًا في النقاش بخصوص التطور. حيث عُدت عضوًا ضامرًا غير ذي فائدة بقي عند بعض البشر وذهبت من بعضهم، فتبعًا للموسوعة البريطانية كان يُظن أنَّه كان لها فائدة فيما سبق. إلى أن بينت أبحاثٌ عديدة أجريت للتأكد من تلك الظنون فوائدها وأنها ليست عضوًا ضامرًا، ومما ذكر فيها:
1- تقوية الإبهام في أداء دوره. وذلك إثر بحثٍ نُشر عام 2009 تقصى هذه الفائدة لهذه العضلة.
2- يمر تحت العضلة ما يسمى بالعصب المتوسط (the median nerve) فتبين أن تلك العضلة تقوم بوظيفة حماية لذلك العصب
3- لها دور في انثناء الرسغ وثني المفصل.